# 小行星246643
小行星246643（246643 Miaoli），臨時編號2008 YU9，是一顆位於小行星帶的小行星。由國立中央大學鹿林天文台助理蕭翔耀和就讀於廣州中山大學的中國天文愛好者葉泉志於2008年12月18日發現。
因為管理鹿林天文台的國立中央大學在台復校的最初校址位於台灣苗栗縣（1962－1968年），於2011年10月12日命名為「苗栗」（Miaoli）。

## 外部連結
- 中大發現小行星 命名苗栗[永久]

| 前一小行星： 小行星246642 | 小行星列表 | 後一小行星： 小行星246644 |